# Ревелиотис, Спиридон
Спири́дон А. «Спи́рос» Ревелио́тис (греч. Σπυρίδων Α. «Σπύρος» Ρεβελιώτης, англ. Spiridon A. «Spyros» Reveliotis; род. Греция) — греко-американский учёный и инженер, профессор Школы промышленной и системной инженерии имени Х. Милтона Стюарта Инженерного колледжа Технологического института Джорджии. Фелло Института инженеров электротехники и электроники (2015), член Международной федерации по автоматическому управлению и Института исследования операций и управленческих наук. Дипломированный инженер, зарегистрированный в Технической палате Греции.
h-индекс = 28, процитирован > 3 570 раз.

## Биография

### Образование
Афинский национальный технический университет (бакалавр электротехники, 1989), Северо-Восточный университет (магистр компьютерной инженерии, 1992), Иллинойсский университет в Урбане-Шампейне (доктор философии в области промышленной инженерии, 1996).

### Карьера
1996—н. в.: преподаватель Школы промышленной и системной инженерии Инженерного колледжа Технологического института Джорджии.
2016—2018: директор и член совета директоров Американского совета по автоматическому управлению.
Приглашённый сотрудник Наньянского технологического университета (Сингапур) и Технического университета Чалмерса (Швеция).

## Научная деятельность
Сфера научных интересов: стохастические процессы, машинное обучение, марковский процесс принятия решений, динамические системы, робототехника, исследование операций.

## Публикации

### Книги и электронные учебники
- S. Reveliotis, Logical Control of Complex Resource Allocation Systems , NOW Series on Foundations and Trends in Systems and Control, vol. 4, no. 1-2, pgs 1-223, 2017.
- S. A. Reveliotis, Real-Time Management of Resource Allocation Systems: A Discrete-Event Systems Approach , Springer, NY, NY, 2005.
- S. A. Reveliotis, The «prototype» Web-based electronic text project: An Introduction to Linear Programming and the Simplex Algorithm , School of Industrial & Systems Eng., Georgia Institute of Technology, 1997.[5]